# Martí Terra i Solà
Martí Terra i Solà   (Manresa, 29 de setembre de 1952) és un expilot de trial català que destacà en competicions estatals a finals de la dècada de 1970.
De professió agent comercial, Terra començà a competir a l'edat de 20 anys tot debutant al trial de Bagà de 1972. La seva primera victòria important fou al Trial de Primavera de 1973, on guanyà en categoria júnior.

## Palmarès
| Any  | Motocicleta | C. d'Espanya |
| ---- | ----------- | ------------ |
| 1974 | Bultaco     | 16è          |
| 1975 | Bultaco     | 5è           |
| 1976 | Bultaco     | 7è           |
| 1977 | Bultaco     | 4t           |
| 1978 | Bultaco     | 7è           |
| 1979 | Bultaco     | 12è          |